# Diósviszló, Baranya
Diósviszló este un sat în districtul Siklós, județul Baranya, Ungaria, având o populație de 727 de locuitori (2011). 

## Demografie
Componența etnică a satului Diósviszló
     Maghiari (84,68%)
     Romi (12,73%)
     Germani (1,43%)
     Alții (1,17%)
Componența confesională a satului Diósviszló
     Romano-catolici (45,25%)
     Reformați (22,7%)
     Fără religie (14,44%)
     Necunoscută (17,19%)
     Greco-catolici (0,41%)
Conform recensământului din 2011, satul Diósviszló avea 727 de locuitori. Din punct de vedere etnic, majoritatea locuitorilor (84,68%) erau maghiari, existând și minorități de romi (12,73%) și germani (1,43%). Nu există o religie majoritară, locuitorii fiind romano-catolici (45,25%), reformați (22,7%) și persoane fără religie (14,44%). Pentru 17,19% din locuitori nu este cunoscută apartenența confesională.